# Далспорт (Вашингтон)
Далспорт (енгл. Dallesport) насељено је место без административног статуса у америчкој савезној држави Вашингтон у округу Кликитат. Број становника био је 1.328 на попису 2020. године. 

## Историја
Локација је традиционално мјесто племена Вишрам (под називом "Ехелутс" по наводима Луиса и Кларка), који је живио на сјеверној обали ријеке Колумбија око 16 км (10 миља) у оба смијера од Далеса, Орегон. Иако су Вишрами били укључени у Уговор из Јакима, они су се одупрли пресељењу у резерват Јакама. Индијске сахране са острва Мемалусе у Колумбији уклоњене су на гробљу Виш-хам у близини Далспорта прије пуњења језера Селило. Губитак њихових традиционалних риболовних подручја на Селило Фолсу током изградње брана Далс у марту 1957. године задао је и духовни и економски ударац племену.
Првобитно назван "Рокпорт" или "Рокланд Флатс", Далспорт је био мјесто првог трајектног прелаза у том подручју, почевши од 1854. године. Рокланд Флатс је првобитно сједиште округа Кликикат (име округа је написано са "Ц" до званичне промјене имена 1869. године) и остао тако до 1878. године. Ријечни брод саобраћај се кретао горе и доле низ ријеку, али није могао да прође водопаде на Далсу и Селило Фолсу. Жељезнички транспортни пут Орегон (Oregon Portage Railroad) је првобитно био преко 31 км (19 миља дуг) караван пут који је омогућавао путницима да заобиђу водопаде. Жељезнички транспорт Орегон је дозвољавао пролаз робе и путника жељезницом почев од 1863. године, али шпедитери су имали ту монопол. У 1905. године, Конгрес је одобрио 13,7 км (8,5 миља) канал са бравама на сјеверној обали да заобиђе водопаде. Канал Далс-Селило отворен је 5. маја 1915. године. Канал уграђен са пет брава са укупном 90 метара (27 м) висином. Канал је остао у употреби све док га није поплавила брана Далс 1957. године.
Идеја о мосту прелаза на овој локацији је покренута почетком крајем 19. вијека, али није одобрена до 1947. године. Мост Далс је остао неизграђен док Конгрес није одобрио изградњу бране Далс 1951. године Мост је отворен 18. децембра 1953. године.

## Ресурси
Подручје је равно полуострво створено од ријеке Колумбије током велике поплаве.

## Географија
Далспорт се налази у југозападном дијелу округа Кликитат. Налази се на сјеверној обали ријеке Колумбија и граничи се на југу, преко ријеке, са Далсом, Орегон.
Државни пут 14 формира сјеверну ивицу насеља Далспорт и води источно (узводно) 27 км (17 миља) до Марихил и западно (низводно) на истој удаљености до Вајт Салмона. Амерички пут 197 формира источну ивицу насеља и има свој сјеверни терминус на СР 14. САД 197 водећи јужно преко моста Далс у Орегон и води 63 миља (101 км) до Америчког пута 97 јужно од Маупина у Орегону.
Регионални аеродром Колумбија Горџ налази се у југоисточном дијелу нсељаа, између насељеног дијела Далспорта и Америчког пута 197.
Према Бироу за попис становништва Сједињених Америчких Држава, насеље има укупну површину од 19,6 km2 (7,6 квадратних миља), од чега је 6,7 квадратних миља (17,4 km2) копно и 0,81 квадратних миља (2,1 km2), или 10,81%, су вода у ријеци Колумбија. 

### Клима
Овај регион доживљава топла (али не и врућа) и сува љета, без просјечних мјесечних температура изнад 71,6 ° F.
Према Кепеновој класификацији климе, Далспорт има топлу љетњу медитеранску климу, скраћено "Csb" на климатским картама.
Дана 28. јуна 2021. године, највиша температура у Далспорту од 48 ° C (118 ° F) изједначила је рекорд свих времена у држави Вашингтон.

## Демографија

### Попис 2000.
Од пописа из 2000. године, било је 1.185 људи, 473 домаћинства и 335 породица које живе у Далспорту. Густина насељености била је 175,3 људи по квадратној миљи (67,7 / km2). Било је 525 стамбених јединица у просјечној густини од 77,7 / квадратних миља (30,0 / km2). Расни састав насеља био је 89,03% бијелаца, 0,25% Афроамериканаца, 3,46% Индијанаца, 1,69% Азијата, 1,94% из других раса и 3,63% из двије или више раса. Хиспаноамериканци или Латиноамериканци било које расе били су 3,71% становништва.
Било је 473 домаћинстава, од којих је 30,2% имало дјецу млађу од 18 година која живе са њима, 57,9% су били брачни парови који живе заједно, 9,7% је имало женског домаћина без мужа, а 29,0% су биле не-породице. 23,5 % свих домаћинстава чинили су појединци, а 6,8% је имало некога ко живи сам и који је био старији од 65 година. Просјечна величина домаћинства била је 2,51, а просјечна величина породице 2,96.
У Далспорту, становништво је било распрострањено, са 27,8% млађим од 18 година,5,5% од 18 до 24, 23,5% од 25 до 44,30,3% од 45 до 64 године и 12,8% који су били старији од 65 година. Средња старост била је 40 година. На сваких 100 жена, било је 92,1 мушкараца. На сваких 100 жена старијих од 18 година, било је 98,4 мушкараца.
Средњи приход за домаћинство у Далспорту био је 36,250 долара, а средњи приход за породицу био је 41,689 долара. Мушкарци су имали средњи приход од $ 40,250 у односу на $ 21,853 за жене. Приход по глави становника за Далспорт био је 17,995 долара. Око 12,0% породица и 17,6% становништва било је испод границе сиромаштва, укључујући 22,3% оних млађих од 18 година и 18,6% оних старијих од 65 година.

### Попис 2010.
По попису из 2010. године број становника је 1.202, што је 17 (1,4%) становника више него 2000. године.
| Група             | 2000.         | 2010.         |
| Белци             | 1.035 (87,3%) | 1.051 (87,4%) |
| Афроамериканци    | 3 (0,3%)      | 1 (0,1%)      |
| Азијати           | 20 (1,7%)     | 14 (1,2%)     |
| Хиспаноамериканци | 44 (3,7%)     | 68 (5,7%)     |
| Укупно            | 1.185         | 1.202         |